# Luís de la Cerda
Luis de la Cerda (1291–1348) era um nobre espanhol do século XIV, filho de Afonso de la Cerda e Mafalda de Narbona. Nascido na França, recebeu os títulos de conde de Talamonte, senhor da ilha de Oléron e de Mothe-sur-Rhône e fez parte do almirantado e do conselho real franceses. Ao imigrar para Castela, onde reinava seu parente Fernando IV (r. 1295–1312), com quem tinha rixas já que via-o como usurpador do trono ao qual também era herdeiro, fez fortuna e tornar-se-ia senhor das vilas de Garganta-la-Olalla, Pasarón e Torremenga. Em 1306, desposou Leonor de Gusmão, filha de Alonso Peres de Gusmão, assegurando para si o senhorio de Porto de Santa Maria, perto de Cádis, por seis anos (1306–1312). Da união nasceriam nove filhos, dos quais sobreviveram Isabel, João, Leonor e Luís.
Em 1331, se reconciliou com Afonso XI (r. 1312–1350) e passou a participar ativamente na política do reino. Voltou à França em 1339, onde recebeu das mãos do rei Filipe VI (r. 1328–1350) seus senhorios franceses com o título de conde. De 1341 a 1342, foi almirante de França e desde 1344 foi embaixador para o papa Clemente VI (r. 1342–1352) em Avinhão. Sua esposa, com quem teve nove filhos, dos quais só sobreviveram , faleceu em 1341. Em 1346 desposou a princesa Guiote de Uzés, filha do visconde Roberto de Uzés.